# سیرکل اوکس (کالیفرنیا)
سیرکل اوکس (به انگلیسی: Circle Oaks) یک منطقهٔ مسکونی در ایالات متحده آمریکا است که در شهرستان ناپا، کالیفرنیا واقع شده‌است.